# آنجل (عملة معدنية)
| عملة ذهبية ملائكية                                                                                        | عملة ذهبية ملائكية |
| --- | --- |
| | |
| صورة رئيس الملائكة القديس ميخائيل وهو يقتل تنينًا، والكلمات المنقوشة عليها HENRIC VIII DI GRA REX AGL & FR | صورة سفينة حربية إنجليزية تحمل الحرف الأول من اسمها "H" ووردة أسفل الصاري الرئيسي، والسفينة يعلوها درع يحمل شعارات الملك، والكلام المنقوش عليهاPER CRVCE TVA SALVA NOS XPC REDE. |
| عملة معدنية، ٢٩ مم، ٥٫١٢ غرام، ٨ ساعات. مم: بوابة حديدية، لندن. أول سك نقدي، ١٥٠٩-١٥٢٦.                   | |

الآنجل هو عملة ذهبية إنجليزية قدمها إدوارد الرابع في عام 1465. صُممت على غرار عملة آنجلو أو أنجي الفرنسية والتي صدرت منذ عام 1340. الاسم مشتق من تصويرها لرئيس الملائكة ميخائيل وهو يقتل تنينًا. نظرًا لأنه كان يُعتبر إصدارًا جديدًا للنبلاء فقد كان يُطلق عليه أيضًا اسم الملاك النبيل.
في عام 1472 قدم نصف الآنجل بتصميم مماثل يزن 40 حبة (2.6 جرام) وقطره من 20 إلى 21 ملم.

## التصميم
الوجه: رئيس الملائكة ميخائيل يقف فوق تنين (يمثل الشيطان) ويطعنه برمح.
الوجه الآخر: يصور سفينة مع أشعة الشمس في الجزء العلوي من الصاري على شكل صليب وشعار النبالة الملكي بوجه عام. استبدل لاحقاً بدءاً من إصدار العملة الثالث (1619-1624) في عهد جيمس الأول بسفينة شراعية في عرض ثلاثي الأبعاد (محاكاة ثلاثية الأبعاد) وسارية مستقيمة على شكل عمود، وأشرعتها مزينة بشعار النبالة الملكي لستيوارت. ويظهر أيضًا معكوس أو مصور باتجاه اليد اليمنى (أي مواجهة الجانب الأيمن من الحقل الشعاري أو الجانب الأيسر من العملة المعدنية).
النقش 1 (1344–1553):PER CRUCE[M] TUA[M] SALVA NOS CHRISTE REDE[MPTOR]"بصليبك خلصنا أيها المسيح الفادي
النقش 2 (1553–1604):A DOMINO FACTUM EST ISTUD ET EST MIRAB[ILE IN OCULIS NOSTRUM] اللاتينية > "لقد تم هذا من قبل الرب وهو عجيب [في أعيننا]". من المزمور 118؛ شعار تبنته ماري الأولى تيودور.
النقش 3 (1604–1624):A DOMINO FACTUM EST ISTUD" هذا ما صنعه الرب" شعار مختصر اعتمده جيمس الأول ستيوارت ملك إنجلترا (جيمس السادس ملك اسكتلندا).
النقش 4 (1625–1642):AMOR POPULI PRAESIDIUM REGIS الشعب هو حماية الملك. شعار ساخر تبناه تشارلز الأول ستيوارت.
النقش 5 (1660–1807):SOLI DEO GLORIA لله وحده لاتيني > "المجد لله وحده". استُخدمت هذه العبارة على القطع المعدنية المطلية بالذهب غير المتداولة بواسطة آل ستيوارت الحاكمين من عام ١٦٦٠ إلى عام ١٧١٤ والمدّعين اليعاقبة في المنفى من عام ١٦٨٩ إلى عام ١٨٠٧.

## قيمتها
تراوحت قيمة الآنجل من 6 شلنات و8 بنسات إلى 11 شلن بين عهد إدوارد وعهد جيمس الأول.
- في عام 1526 أثناء حكم هنري الثامن ارتفع إلى سبعة شلنات وستة بنسات (7/6) أو 90 بنس.
- وفي عام 1544 ارتفع مرة أخرى إلى ثمانية شلنات (8/-) أو 96 بنس.
- في عام 1550 أثناء حكم إدوارد السادس ارتفع إلى عشرة شلنات (10/-) أو 120 بنس أو جنيهًا إسترلينيًا.1⁄2 .
- في عام 1612 أثناء حكم جيمس الأول ارتفع إلى إحدى عشر شلن (11/-) أو 132 بنس.
- وفي عام 1619 انخفض سعره إلى عشرة شلنات (10/-) وفي ذلك الوقت كان وزنه 70 حبة (4.5 جرام).

سكت آخر مرة في عهد تشارلز الأول عام 1642 قبل الحرب الأهلية الإنجليزية (1642-1651).  لم تسك في عهد الكومنولث تحت حكم كرومويلز حيث كان يُنظر إليها على أنها غير تقية ووثنية. وفي عام 1663 استبدل تشارلز الثاني العملات المعدنية الموجودة بتصميمات جديدة تمامًا ضربتها الآلات ("نقشتها"). أصبحت العملة الذهبية القياسية بعد ذلك هي غينيا.

### قطع التاتش

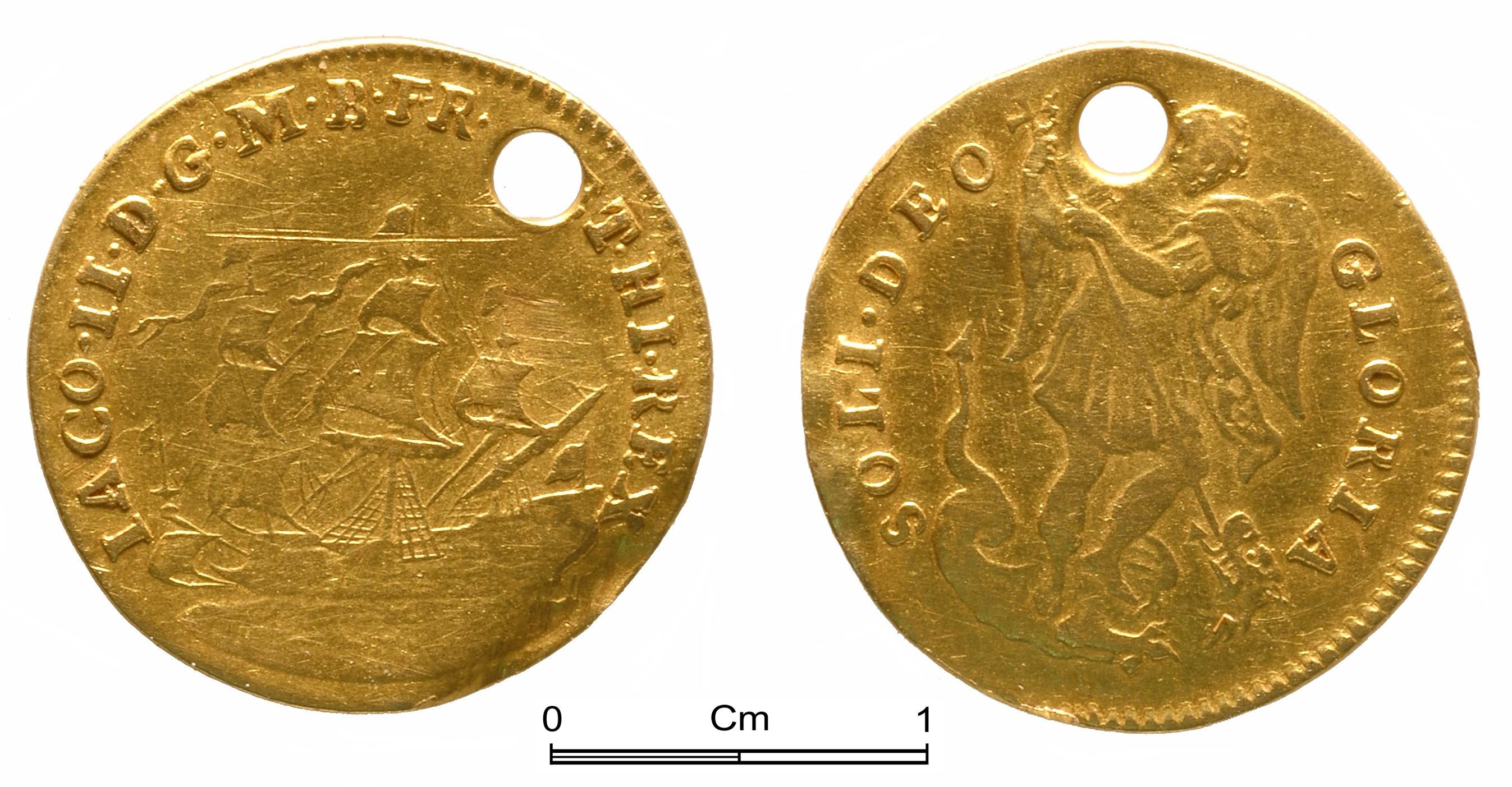
قطعة أثرية من جيمس الثاني

في فرنسا وإنجلترا كان هناك اعتقاد خرافي بأن اللمسة الملكية يمكن أن تشفي مرض السكري أو "شر الملك". وكان ملوك إنجلترا في كثير من الأحيان يقومون بوضع الأيدي على المرضى ثم يعطون كل واحد منهم عملة ذهبية على شكل ملاك.
بعد إعدامه عام 1649 اعتقد الملكيون أن عملات الملائكة التي أعطاها الملك "الشهيد" تشارلز الأول للمرضى يمكن أن تشفي مرض التهاب الكبد الوبائي بأسلوب معجزي. في عام 1660 بدأ تشارلز الثاني بتوزيع "قطع تاتش" مطلية بالذهب بدلاً من عملات الملائكة. واستمر هذا الأمر على يد خلفائه حتى وفاة الملكة آن ستيوارت في عام 1714 مع توقفه لفترة وجيزة من عام 1689 إلى عام 1702 على يد الملكة ماري الثانية ستيوارت ووصيها المشارك ويليام الثالث من أورانج.
وقد مارسها أيضًا الملك المنفي جيمس الثاني ستيوارت والمدعون اليعاقبة الآخرون بعد خلعه في عام 1689. (طليت قطع التاتش اليعقوبية بالفضة بدلاً من الذهب كإجراء اقتصادي.) وقد أصدرها آخر مرة المدعي الرابع والأخير المباشر لليعاقبة "هنري التاسع" ستيوارت (الكاردينال كينج) حتى وفاته في عام 1807.

## التأثير الاجتماعي
كان الآنجل عملة معدنية مميزة لدرجة أن العديد من الحانات الإنجليزية سميت باسمه. كان فندق انجيل إن في إزلنجتون (الذي سميت محطة مترو آنجل باسمه) واحدًا من هذه الفنادق.
كان الآنجل يُمنح تقليديًا للأشخاص المصابين بمرض يُعرف باسم "شر الملك" في احتفال من العصور الوسطى يهدف إلى شفائهم بـ "اللمسة الملكية". فبعد أن توقف سكها منحت ميداليات بنفس الجهاز (تسمى قطع التاتش) بدلًا من ذلك.
سميت الجمعية العامة لكنيسة اسكتلندا في غلاسكو عام 1610 على اسم العملات المعدنية. وكتب ماكري: "كانت الرشوة التي مورست في هذه الجمعية سيئة السمعة إلى حد العار. ووُزِّعت العملات الذهبية التي تُسمى ملائكة بكثرة بين الوزراء، حتى أُطلق عليها على سبيل السخرية اسم الجمعية الملائكية."

## الملاحظات
1. 1 2 3  EB (1911).
2. 1 2  "Wonderful Angels and the Healing Touch" (بالإنجليزية البريطانية). Archived from the original on 2025-05-06. Retrieved 2025-07-01.
3. ↑  Gold Pennies Florins Leopards Nobles Ryals & Angels نسخة محفوظة 2025-05-24 على موقع واي باك مشين.
4. 1 2 3  Baker, Donald C. The 'Angel' of English Renaissance Literature, Studies in the Renaissance, Vol. 6 (1959), pp. 85–93. Cambridge University Press
5. ↑  "Angel Coins: A Symbol of Protection, Power, and Prestige". Tower Mint London. اطلع عليه بتاريخ 1/7/2025. {{استشهاد ويب}}: تحقق من التاريخ في: |تاريخ-الوصول= (مساعدة)
6. ↑  Young, Francis. The Gold Angel: legendary coin, enduring amulet. نسخة محفوظة 2025-01-09 على موقع واي باك مشين.
7. ↑  M'Crie 1875.

## روابط خارجية
- Baynes، T.S.، المحرر (1875–1889). "article name needed". موسوعة بريتانيكا (ط. التاسعة). {{استشهاد بموسوعة}}: يحتوي الاستشهاد على وسيط غير معروف وفارغs: |1= و|coauthors= (مساعدة)